# カルロス・ゴンザレス (野球)
カルロス・エドゥアルド・ゴンザレス（Carlos Eduardo González, 1985年10月17日 - ）は、ベネズエラのスリア州マラカイボ出身の元プロ野球選手（外野手）。左投左打。愛称は名前を短縮したカーゴ（CarGo）。

## 経歴

### プロ入りとダイヤモンドバックス傘下時代
2002年8月3日にアリゾナ・ダイヤモンドバックスと契約し、プロ入りを果たした。
2003年にプロデビューを果たした。
2005年はA級サウスベンド・シルバーホークスで打率.307、18本塁打、92打点を記録し、ミッドウェストリーグの最優秀選手に選出された。
2006年と2007年には2年連続でオールスター・フューチャーズゲームに選出された。

### アスレチックス時代

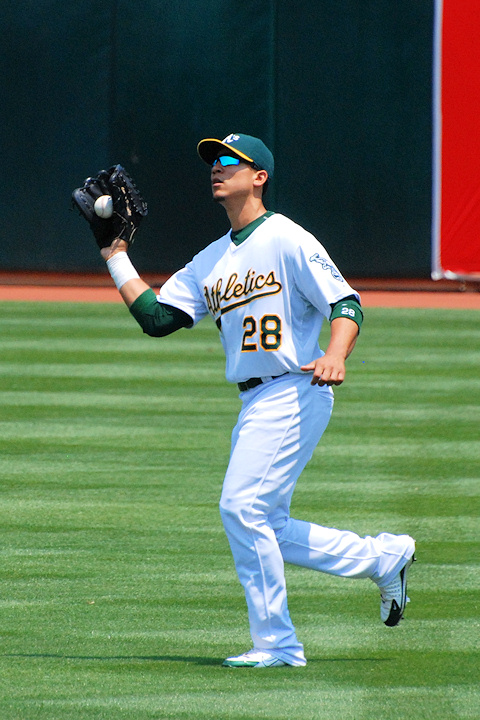
オークランド・アスレチックス時代
（2008年7月10日）

2007年12月14日にダン・ヘイレン、コナー・ロバートソンとのトレードで、アーロン・カニンガム、クリス・カーター、デイナ・イブランド、グレッグ・スミスと共にオークランド・アスレチックスへ移籍した。
2008年は開幕をAAA級サクラメント・リバーキャッツで迎えた。5月30日にメジャー昇格を果たし、同日メジャーデビュー。デビュー戦では2二塁打を記録し、メジャー初安打から7安打連続で長打を記録。この連続長打記録は、メジャー史上1936年のジョニー・マイズ以来となった。メジャーでは85試合の出場で、打率.242、4本塁打、26打点の成績で終え、マイナーではパシフィックコーストリーグのポストシーズン最優秀選手に選出された。

### ロッキーズ時代
2008年11月12日にマット・ホリデイとのトレードで、ヒューストン・ストリート、グレッグ・スミスらと共にコロラド・ロッキーズへ移籍した。
2009年6月5日にAAA級コロラドスプリングス・スカイソックスからメジャーへ昇格。昇格時点で打率.339、10本塁打、59打点を記録し、打点はマイナーリーグ最高だった。メジャーでは打率が2割前後で推移し、前半戦終了時に当時のGMのダン・オダウドは当時の監督のジム・トレーシーにゴンザレスをマイナー降格させる意向であることを伝えたが、トレーシーはゴンザレスをメジャーで起用し続けた。そして、後半戦は打率.320、12本塁打、24打点を記録した。
2010年は、年間通じてメジャーリーグでプレー。本拠地で打率.380、7月31日の試合ではサイクル安打を記録するなど好調を維持。最終的に打率.336・34本塁打・117打点・26盗塁という打撃成績を記録し、自身初の首位打者のタイトルを獲得した。また、本塁打はリーグ4位、打点はリーグ2位であり、セントルイス・カージナルスのアルバート・プホルス（打率リーグ6位・本塁打リーグ1位・打点リーグ1位）、シンシナティ・レッズのジョーイ・ボット（打率リーグ2位・本塁打リーグ3位・打点リーグ3位）と共にシーズン終盤まで三冠王争いを繰り広げた。また、シーズンMVP投票では3位にランクインし、選手間で選ぶプレイヤーズ・チョイスでは、2010年度のMVPに選出された。ま自身初となる「3割、30本塁打、100打点」を達成し、ゴールドグラブ賞とシルバースラッガー賞を同時に受賞した。
2011年、前年に引き続き外野3ポジションをまんべんなく守り、127試合に出場。前年に記録した打率.300、30本塁打、100打点のラインには届かなかったものの、打率.295・26本塁打・92打点・OPS0.889・20盗塁という好成績を記録。2年連続で、「20本塁打・20盗塁」の同時達成をクリアした。守備面では左翼手で61試合、右翼手で34試合、中堅手で30試合に守りに就いた。全ポジションでDRSは平均以上 (+) を記録した。
2012年はそれまでのシーズンとは異なり左翼に定着した。自身初となるオールスターゲームに選出された。最終的に135試合に出場し、2年ぶりの3割超えとなる打率.303、22本塁打、85打点・OPS0.881・20盗塁という成績を残した。「20本塁打・20盗塁」を3年連続で同時達成した。守備面では、2010年以来2年ぶりのゴールドグラブ賞を受賞したが、数字は守備率.982（4失策）、DRS-13と芳しくない内容だった。
2013年はシーズン開幕前の3月に開催された第3回ワールド・ベースボール・クラシック（WBC）のベネズエラ代表に選出された。
シーズンでは右手中指の負傷の影響もあり、出場試合数は前年を下回る110試合に留まり、規定打席にも届かなかったが、2年連続で3割超えとなる打率.302・26本塁打・70打点・OPS0.958・21盗塁という好成績をマーク。OPSと盗塁は自己2位、本塁打は自己2位タイ、4年連続での「20本塁打・20盗塁」を記録するなど、好調を維持した。守備でも前年とは打って変わって好調を維持し、DRS+10を記録して2年連続・3度目のゴールドグラブ賞を受賞した。

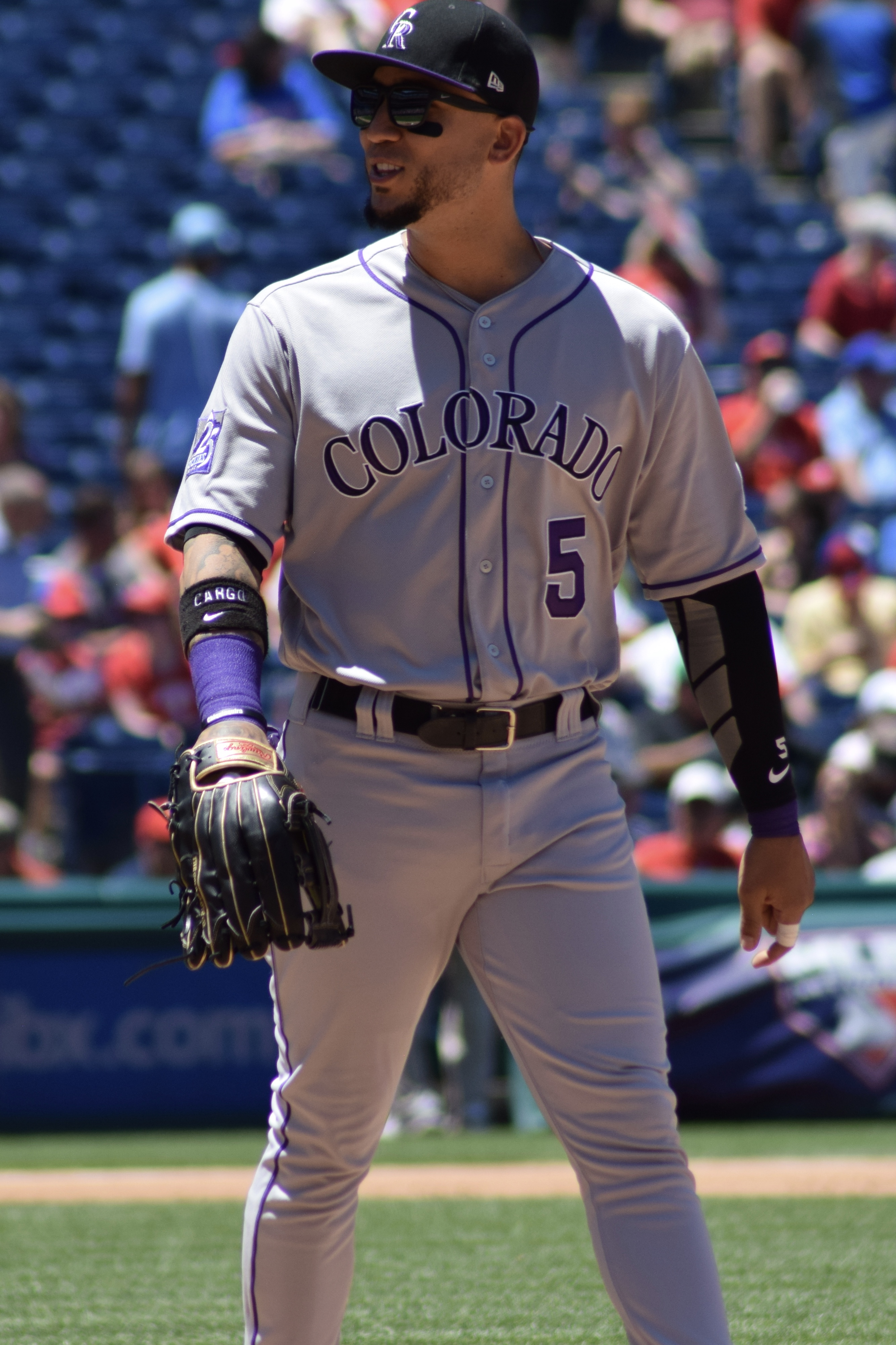
コロラド・ロッキーズ時代
（2018年12月1日）

2014年1月10日に腹部に痛みを生じて急性虫垂炎の切除手術を受けた。この年は故障で長期離脱し、メジャーデビュー以来自己最低の70試合出場に留まった。それに伴い成績も大幅に低下し、打率.238・11本塁打・38打点・3盗塁という内容に終わった。守備では、2012 - 2013年の2年間は左翼しか守らなかったが、3年ぶりに右翼の守備にも就いた。
2015年は故障に苦しんだ昨年から一転して自己最多の153試合に出場を果たし、3年振りに規定打席をクリア。打率.271・40本塁打（リーグ3位）、97打点（同7位）の成績を記録した。本塁打を自身初の40本の大台に乗せ、チームメイトのノーラン・アレナドと40本塁打コンビを形成した。そのうち35本を右投手から荒稼ぎするなど右腕相手には滅法強かったものの、左投手相手には打率1割台と苦戦した。また以前は規定打席に到達した年はコンスタントに20盗塁以上を決めていたが、同年は失敗こそ無かったものの2盗塁に留まった。
2016年オフの12月5日に第4回WBCのベネズエラ代表に選出され、2大会連続2度目の選出を果たした。
2017年はシーズン開幕前に選出されていた第4回WBCに参加。この年は打率.262、14本塁打と成績を落としてしまったが、シーズン前半は睡眠障害に悩まされていたという。オフの11月2日にFAとなった。
2018年3月12日、ロッキーズと単年500万ドル＋出来高（出来高の条件を満たした場合、最大で800万ドル）で再契約した。オフに再びFAとなった。

### インディアンス時代

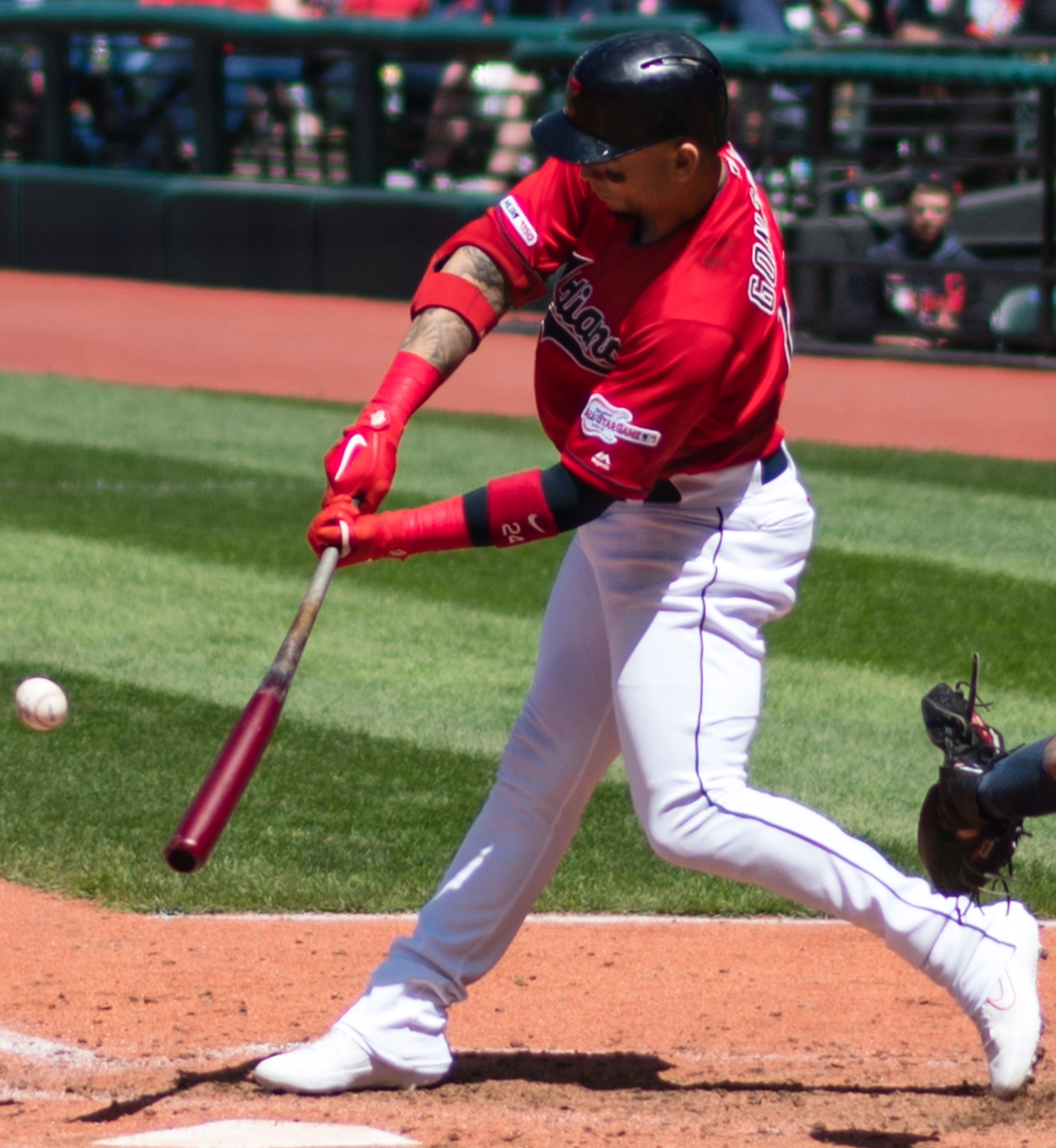
クリーブランド・インディアンス時代
(2019年5月5日)

2019年3月16日にクリーブランド・インディアンスとマイナー契約を結んだ。メジャーロースター入りする場合は、年俸200万ドルのメジャー契約となる。開幕は傘下のAAA級コロンバス・クリッパーズで迎えた。4月14日にメジャー契約を結んでアクティブ・ロースター入りした。しかし、30試合で打率.210、2本塁打、7打点と振るわず、5月22日にDFAとなり、26日にFAとなった。

### カブス時代
2019年5月30日にシカゴ・カブスとマイナー契約を結んだ。6月3日にメジャー契約を結んでアクティブ・ロースター入りした。6月29日にDFAとなり、7月1日にマイナー契約で傘下のAAA級アイオワ・カブスへ配属されたが、翌2日にFAとなった。

### カブス退団後
2020年2月11日にシアトル・マリナーズとマイナー契約を結び、スプリングトレーニングに招待選手として参加することになった。6月28日に陳偉殷と共に自由契約となった。

## 選手としての特徴
守備では強肩と俊足を生かしてゴールドグラブ賞を受賞する程の実力の持ち主で、MLBを代表する5ツールプレイヤーである。
2012年まではホームとビジターでの成績の差が激しい選手だったが、2013年はそれを改善しており両方でOPS0.9以上を記録するなど進化を見せた。

## 詳細情報

### 年度別打撃成績
| 年 度     | 球 団     | 試 合 | 打 席 | 打 数 | 得 点 | 安 打 | 二 塁 打 | 三 塁 打 | 本 塁 打 | 塁 打 | 打 点 | 盗 塁 | 盗 塁 死 | 犠 打 | 犠 飛 | 四 球 | 敬 遠 | 死 球 | 三 振 | 併 殺 打 | 打 率 | 出 塁 率 | 長 打 率 | O P S |
| --------- | --------- | ----- | ----- | ----- | ----- | ----- | -------- | -------- | -------- | ----- | ----- | ----- | -------- | ----- | ----- | ----- | ----- | ----- | ----- | -------- | ----- | -------- | -------- | ----- |
| 2008      | OAK       | 85    | 316   | 302   | 31    | 73    | 22       | 1        | 4        | 109   | 26    | 4     | 1        | 1     | 0     | 13    | 1     | 0     | 81    | 7        | .242  | .273     | .361     | .634  |
| 2009      | COL       | 89    | 317   | 278   | 53    | 79    | 14       | 7        | 13       | 146   | 29    | 16    | 4        | 5     | 3     | 28    | 3     | 3     | 70    | 3        | .284  | .353     | .525     | .878  |
| 2010      | COL       | 145   | 636   | 587   | 111   | 197   | 34       | 9        | 34       | 351   | 117   | 26    | 8        | 0     | 7     | 40    | 8     | 2     | 135   | 9        | .336  | .376     | .598     | .974  |
| 2011      | COL       | 127   | 542   | 481   | 92    | 142   | 27       | 3        | 26       | 253   | 92    | 20    | 5        | 0     | 6     | 48    | 8     | 7     | 105   | 11       | .295  | .363     | .526     | .889  |
| 2012      | COL       | 135   | 579   | 518   | 89    | 157   | 31       | 5        | 22       | 264   | 85    | 20    | 5        | 0     | 3     | 56    | 11    | 2     | 115   | 11       | .303  | .371     | .510     | .881  |
| 2013      | COL       | 110   | 436   | 391   | 72    | 118   | 23       | 6        | 26       | 231   | 70    | 21    | 3        | 0     | 3     | 41    | 2     | 1     | 118   | 7        | .302  | .367     | .591     | .958  |
| 2014      | COL       | 70    | 281   | 260   | 35    | 62    | 15       | 1        | 11       | 112   | 38    | 3     | 0        | 0     | 1     | 19    | 2     | 1     | 70    | 7        | .238  | .292     | .431     | .723  |
| 2015      | COL       | 153   | 608   | 554   | 87    | 150   | 25       | 2        | 40       | 299   | 97    | 2     | 0        | 1     | 6     | 46    | 6     | 1     | 133   | 11       | .271  | .325     | .540     | .864  |
| 2016      | COL       | 150   | 632   | 584   | 87    | 174   | 42       | 2        | 25       | 295   | 100   | 2     | 2        | 0     | 1     | 46    | 6     | 1     | 129   | 10       | .298  | .350     | .505     | .855  |
| 2017      | COL       | 136   | 534   | 470   | 72    | 123   | 34       | 0        | 14       | 199   | 57    | 3     | 0        | 0     | 6     | 56    | 3     | 2     | 119   | 9        | .262  | .339     | .423     | .762  |
| 2018      | COL       | 132   | 504   | 463   | 71    | 128   | 32       | 4        | 16       | 216   | 64    | 5     | 2        | 0     | 3     | 37    | 4     | 1     | 113   | 5        | .276  | .329     | .467     | .796  |
| 2019      | CLE       | 30    | 117   | 105   | 13    | 22    | 1        | 0        | 2        | 29    | 7     | 0     | 1        | 0     | 1     | 10    | 0     | 1     | 33    | 2        | .210  | .282     | .276     | .558  |
| 2019      | CHC       | 15    | 49    | 40    | 8     | 7     | 2        | 0        | 1        | 12    | 3     | 0     | 2        | 0     | 1     | 8     | 1     | 0     | 19    | 1        | .175  | .306     | .300     | .606  |
| '19計     | CHC       | 45    | 166   | 145   | 21    | 29    | 3        | 0        | 3        | 41    | 10    | 0     | 3        | 0     | 2     | 18    | 1     | 1     | 52    | 3        | .200  | .289     | .283     | .572  |
| MLB：12年 | MLB：12年 | 1377  | 5551  | 5033  | 821   | 1432  | 301      | 40       | 234      | 2516  | 785   | 122   | 33       | 7     | 41    | 448   | 55    | 22    | 2015  | 93       | .285  | .343     | .500     | .843  |

- 2019年度シーズン終了時
- 各年度の太字はリーグ最高

### タイトル
- 首位打者：1回（2010年）

### 表彰
- シルバースラッガー賞（外野手部門）：2回（2010年、2015年）
- ゴールドグラブ賞（外野手部門）：3回（2010年、2012年、2013年）

### 記録
MiLB
- オールスター・フューチャーズゲーム選出：2回（2006年 - 2007年）

MLB
- オールスターゲーム選出：3回（2012年 - 2013年、2016年）

### 背番号
- 28（2008年）
- 5（2009年 - 2018年）
- 24（2019年 - 同年5月21日）
- 2（2019年6月3日 - 同年終了）

### 代表歴
- 2013 ワールド・ベースボール・クラシック・ベネズエラ代表
- 2017 ワールド・ベースボール・クラシック・ベネズエラ代表